# Riegsee (comune)
Riegsee è un comune tedesco situato nel land della Baviera.